# 카라칼 대대
카라칼 대대(히브리어: גדוד קרקל, 영어: Caracal Battalion)는 이스라엘 방위군의 남부 방면군에 속하는 보병 대대이다. 카라칼 대대는 여성과 남성 둘다 있으나 카라칼 대대는 여성 병사가 전투 요원을 포함한 구성원의 대부분을 차지하는 것으로 알려져 있다. 2009년 이후 소속 군인의 약 70%가 여성이다. 대대의 이름은 아시아에 걸쳐 분포하는 고양이과 카라칼에서 유래한다.

## 역사
이스라엘 방위군은 1985년부터 여군의 전투 부대에 배속을 해왔는데 2000년 카라칼 대대의 전신인 부대가 여성 군인 직접 전투에 참여 기회를 감소시킬 목적으로 조직된 2004년에 카라칼 대대로 정식 편성되었다. 부대는 이후 이집트 와의 국경 지역 경비 임무에 종사하게 되고, 2005년 가자 지구 정착민 철수 계획에 투입되었다.
2006년에는 카라칼 대대 소속 여군인 노이 소위가 여성으로서는 처음으로 이스라엘 국방군의 저격 소대의 지휘관이 되었다.
2010년에는 엘리노어 조지프는 아랍계 여군 최초로 전투 부대인 카라칼 대대에 전투원으로 배속되었다.
2012년 9월 21일에는 이집트와의 국경 부근에서 카라칼 대대 군인 및 테러 집단과의 전투가 발생했다. 총격전이 되었으며 카라칼 대대의 여성 병사가 폭발물을 몸에 지니고 있던 테러리스트를 사살했다.
2014년 10월에는 카라칼 대대 순찰 차량이 이집트 국경 부근에서 의심스러운 행동을 하고 있는 집단을 조사하다가 총격 및 대전차 미사일 공격을 받아 2명의 군인이 부상했다. 부상자 중 1명은 여성 군인 오르 벤 예후다로, 그녀는 차량에서 밖으로 나가 떨어져 상처를 입었지만, 자동 소총으로 응전하여 1명을 사살했다. 이 사건은 처음에 테러리스트에 의한 것으로 생각되었지만, 조사로 마약 밀수 조직에 의한 것으로 밝혀졌다.
징병 제도에 의해 카라칼 대대에 배속된 여군은 보통 2년간의 병역 임무에 종사하며, 남성은 3년 종사한다. 처음 4개월 동안 기초 훈련이 이루어져 기초 체력 만들기 외에 TAR-21을 비롯한 각종 무기의 취급 등을 배운다.

## 같이 보기
- 이스라엘 여군
- 성평등